# Stegana lamondi
Stegana lamondi är en tvåvingeart som beskrevs av Bock 1982. Stegana lamondi ingår i släktet Stegana och familjen daggflugor. Inga underarter finns listade i Catalogue of Life.